# The Sheriff of Willow Creek
Pour plus de détails, voir Fiche technique et Distribution.
The Sheriff of Willow Creek (littéralement : Le shérif de Willow Creek) est un film muet américain réalisé par Frank Cooley, sorti en 1915.

## Fiche technique
- Titre : The Sheriff of Willow Creek
- Réalisation : Frank Cooley
- Scénario :
- Producteur :
- Société de production : American Film Manufacturing Company
- Société de distribution : Mutual Film
- Pays de production :  États-Unis
- Langue : Anglais
- Métrage : 600 m
- Format : Noir et blanc — 35 mm — 1,33:1 — Muet
- Genre : Western
- Durée : 20 minutes
- Date de sortie : 
  - États-Unis : 22 octobre 1915

## Distribution
- Forrest Taylor : Le shérif Ralph Watson
- Ann Little : Madge Harvey
- Louise Lester : Jane Harvey, la tante de Madge
- Jack Richardson : Bill Gleason
- George Webb (en) : Jack Watson, le frère de Ralph